# Інвар

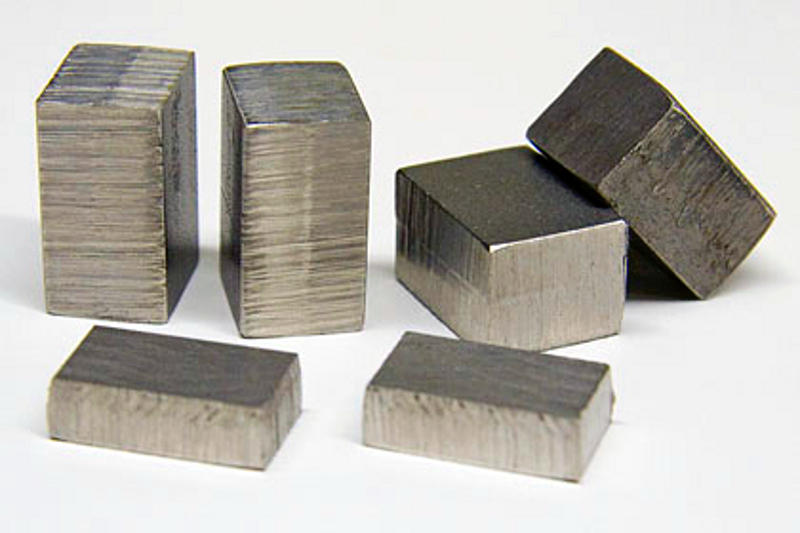
Бруски з інвару

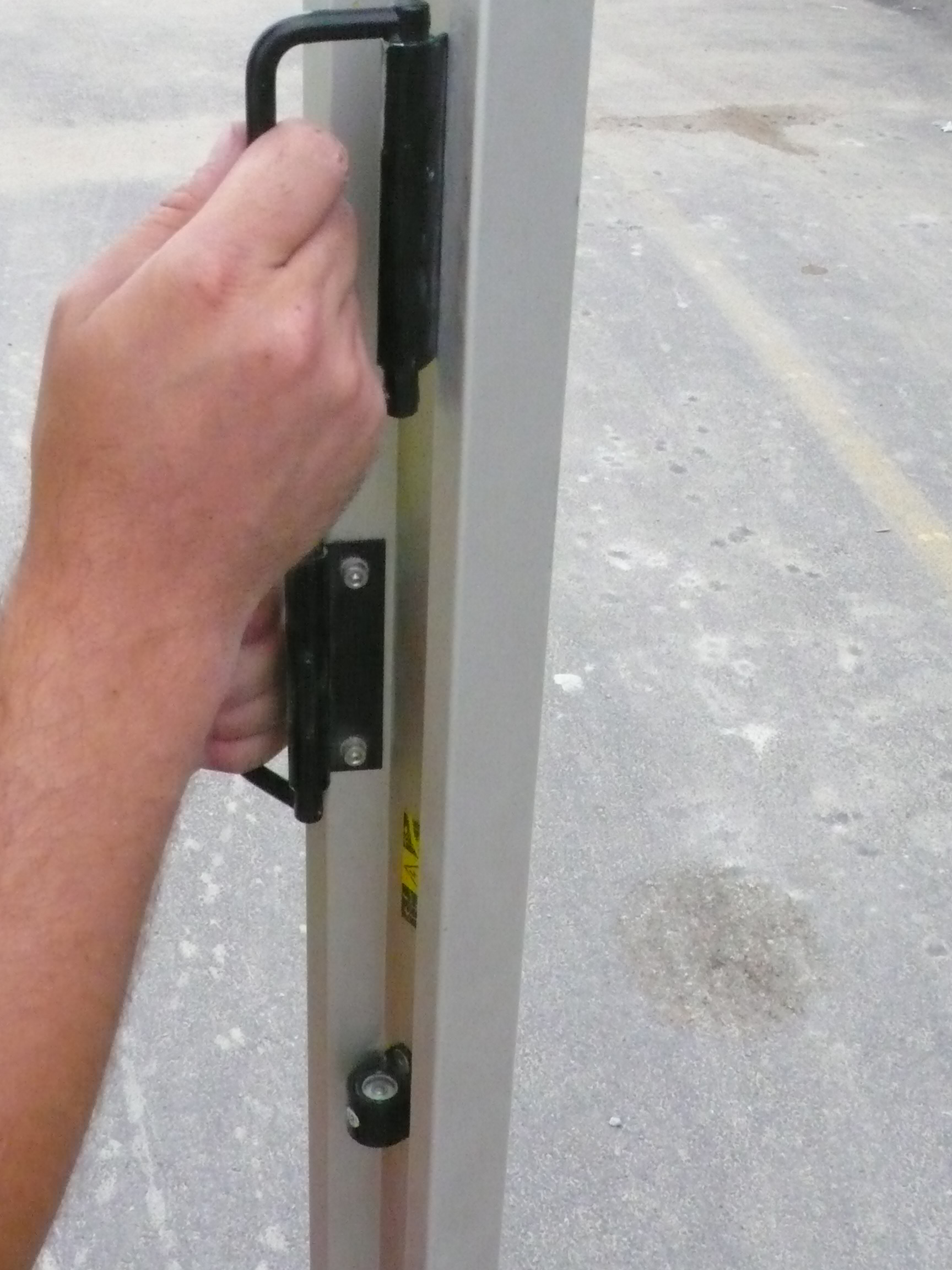
Триметрова нівелірна рейка з інвару

Інва́р (рос. инвар, англ. invar, нім. Invar, від лат. invariabilis — незмінний) — сплав заліза з нікелем (35…37% Ni, 0,05C, 0,30% Si, 0,3…0,6 Mn, не більше ніж 0,15% Cr, не більше ніж 0,10% Cu, решта — залізо). Маркується за ГОСТ 10994-74 — 36Н, у США відомий як сплав FeNi36 чи 64FeNi.

## Властивості
Інвар (36Н) — матеріал з низьким температурним коефіцієнтом лінійного розширення (α = 1,5·10−6 град−1 в діапазоні температур від —60 до +100 °C), лінійні розміри виробу виготовленого з інвару майже не змінюються в інтервалі кліматичних температур.
Густина 8130 кг/м³, температура плавлення 1425 °C.
Інвар 36Н із структурою однорідного γ-твердого розчину крім низького значення коефіцієнта α, має також добрі механічні, технологічні та антикорозійні властивості, що дозволяє використовувати його як конструкційний матеріал для деталей приладів, від яких вимагається постійність розмірів при зміні температури в умовах експлуатації. Але  малий коефіцієнт лінійного розширення інварових сплавів зберігається лише в інтервалі від −60 до +100 °C, вище та нижче від цього інтервалу температурний коефіцієнт розширення інвару різко зростає.
Мінімальне значення коефіцієнта α інвару досягається після гартування від 830 °C; відпуску (315 °C, 1 год) та старіння (95 °C, 48 год). В процесі гартування всі домішки переходять в твердий розчин. Відпуск сприяє виділенню дрібнодисперсних надлишкових фаз. Завдяки старінню зникають всі залишкові внутрішні напруження, що виникають в процесі технологічної обробки деталі та відбувається стабілізація значення коефіцієнта α. Ефект мінімізації теплового розширення матеріалі пов'язаний з тим, що магнетострикція компенсує теплове розширення.
Ще кращі характеристики має суперінвар (36НКД), що відрізняється від інвару збільшеним вмістом міді (4,5…5,5%) та наявністю кобальту (4,5…5,5%). Для цього сплаву температурний коефіцієнт лінійного розширення становить: α = 1,0·10−6 град−1 в діапазоні температур від —60 до +100 °C.

## Використання
Сплави застосовуються для виготовлення точних вимірювальних приладів, мір довжини, регуляторів температури, у виробництві електровакуумних приладів, годинників та інших приладів точної механіки.

## Історична довідка
Інвар винайшов у 1896 році швейцарський фізик, лауреат Нобелівської премії з фізики 1920 Шарль-Едуар Гійом. Нобелівська премія була присуджена Ґійому за вклад, який він вніс у точність вимірювань у фізиці завдяки відкриттю аномалій у сплавах нікелю і сталі. Шарль Гійом відкрив і дослідив сплави з аномальною поведінкою коефіцієнта теплового розширення — інвар та елінвар.